# Голяка Сергій Олегович
Сергі́й Оле́гович Голя́ка — лейтенант Збройних сил України.
Під час війни брав участь у боях за Донецький аеропорт у складі 90-го аеромобільного батальйону 81-ї бригади. Після завалу будівель вивів групу бійців зі зруйнованого Донецького аеропорту.

## Нагороди
За особисту мужність і високий професіоналізм, виявлені у захисті державного суверенітету та територіальної цілісності України, вірність військовій присязі, відзначений — нагороджений
- орденом Богдана Хмельницького III ступеня (31.7.2015)